# 堪萨斯 (阿拉巴马州)
堪萨斯（英文：Kansas），是美国阿拉巴马州下属的一座城市。面积约为1.02平方英里（约合2.63平方公里）。根据2010年美国人口普查，该市有人口226人，人口密度为222.22/平方英里（约合85.93/平方公里）。